# Hyppa juncta
Hyppa juncta är en fjärilsart som beskrevs av Barend J. Lempke 1942. Hyppa juncta ingår i släktet Hyppa och familjen nattflyn. Inga underarter finns listade i Catalogue of Life.